# Cinema surrealista
O cinema surrealista é uma abordagem modernista do cinema tanto na história e quanto na produção, originada em Paris na década de 1920. Relacionado com o cinema dadaísta, o cinema surrealista é caracterizado pela rejeição da dramática psicologia e o uso frequente de imagens chocantes.
O primeiro filme surrealista foi La Coquille et le Clergyman de 1928, dirigido por Germaine Dulac, a partir de um roteiro de Antonin Artaud. Outros filmes que abordam essa temática são Un chien andalou e L'Age d'Or por Luis Buñuel e Salvador Dalí; Buñuel passou a dirigir diversos filmes, com diferentes graus de influência surrealista.

## História
O surrealismo foi o primeiro movimento literário e artística a se tornar associado com o cinema, embora tenha sido também um movimento amplamente negligenciado pelos críticos de cinema e historiadores.
André Breton, mesmo antes do lançamento do movimento surrealista, possuía um ávido interesse no cinema: enquanto servia na Primeira Guerra Mundial, ele estava em Nantes e, durante seu tempo livre, debatia sobre arte com seu amigo Jacques Vaché. De acordo com Breton, Vaché e ele ignoravam a duração e os títulos dos filmes e preferiam assistir às obras cinematográficas sem nenhum conhecimento prévio.